# Los Angeles Center Studios
I Los Angeles Center Studios, situato nel distretto Westlake di Los Angeles, California, è una struttura polivalente nell'ex edificio Unocal Center, aperto originariamente con il nome di Union Oil Center nell'aprile del 1958, come quartier generale della Union Oil Company of California accanto alla 110 Freeway, e progettato dall'architetto William Pereira.  Lo studio è stato aperto nel 1999, tre anni dopo che la Union Oil Company of California aveva lasciato i locali.
Il complesso comprende sei teatri di posa per produzioni cinematografiche e altre aree disponibili come teatri o per vari eventi. Si trova vicino a W. 6th Street e Beaudry Avenue; l'indirizzo del cancello principale è 450 South Bixel Street.  La maggior parte delle strutture di produzione cinematografica e televisiva nella regione di Los Angeles si trova nei sobborghi della città (come la stessa Hollywood) o in città adiacenti come Burbank e Culver City, i Los Angeles Center Studios sono una delle poche strutture effettivamente situate vicino al centro di Los Angeles.